# Ттокпокки
Ттокпокки (кор. 떡볶이) или жареный тток — одно из самых популярных традиционных блюд в Южной Корее, которое готовят из карэттока, кочхуджана и часто с добавлением варёного яйца, манду, сосисок и рыбных котлеток «омук». По сути ттокпокки — это пресный тток в жидком остром соусе. Основу блюда составляют колбаски из рисовой муки «карэтток», которые корейцы чаще всего покупают в виде полуфабриката. Карэтток имеют нейтральный вкус, а потому добавить к ним можно практически любые ингредиенты. Изначально блюдо токпокки имело скорее кислый вкус, однако со временем стало острой уличной едой.
Среди разновидностей блюда выделяют ттокпокки с карри, ттокпокки под соусом чачжан (сладкий соус из бобов), ттокпокки с морепродуктами, кальби-ттокпокки и т. д.
- Ттокпокки
- Суповые кунмуль-ттокпокки

## История
Исторически ттокпокки подавали на королевский стол с говядиной, замаринованной с овощами и особым соевым соусом, и оно было традиционным блюдом для января. Королевское ттокпокки имело тонкий вкус. В поваренных книгах ттокпокки появилось лишь в XIX веке (он включён в кулинарную книгу «Сииджонсо»). Современный острый вариант блюда появился в 1950-х годах после Корейской войны, однако в 2010-х годах он намного популярнее своего исторического предшественника. По одной из версий, его придумала некая Ма Бонним, случайно уронившая тток в острый соус.
Современный вариант приготовления карэтток почти всегда предполагает добавление кочхуджана — приправы, которая и придаёт блюдам характерный для корейской кухни сладковато-острый вкус. Основные её составляющие — соль, красный перец, мука и квашенные соевые бобы.
Ттокпоки пользуются повсеместной популярностью в Корее, один из районов Сеула называется Ттокпокки-сити, там расположено множество ресторанов, специализирующихся именно на этом блюде.
В XXI веке во многих уличных заведениях стали подавать рапокки — блюдо, в которое помимо ттокпокки добавляют рамён. Для получения более насыщенного блюда помимо основных ингредиентов туда часто кладут варёное яйцо, зелёный лук, омук и кунжут.